# Bimbo Jones
Bimbo Jones è un progetto di musica dance del Regno Unito.
Il progetto è composto dai produttori musicali Lee Dagger e Marc JB insieme alla vocalist Katherine Ellis, e sono conosciuti particolarmente per i loro remix. Conosciuti anche come Dead Stereo, Element, e Miami Calling, nel 2009 hanno raggiunto la vetta della classifica britannica con "And I Try".

## Alcuni remix
- ABS - Stop Sign
- Alesha Dixon - The Boy Does Nothing
- Alphabeat - Ten Thousand Nights
- Alphabeat - Fascination
- Anjulie - Boom
- Annagrace - You Make Me Feel
- Annie Lennox - A Thousand Beautiful Things
- Bee Stings - Pressure
- Bellefire - Say Something Anyway
- Bimbo Jones - Harlem One Stop
- Bodyrockers - I Like The Way (You Move)
- Bodyrockers - Round And Round
- Britney Spears - Piece of Me
- Britney Spears - If U Seek Amy
- Christina Aguilera - Keeps Gettin' Better
- Ciara - 1, 2 Step
- Ciara - Goodies
- Ciara - Like a Boy
- Ciara - Oh
- D-Side - Pushing Me Out
- Deep Dish featuring Stevie Nicks - Dreams
- Denise Lopez - Don't You Wanna Be Mine
- De Souza featuring Shena - Guilty
- Don Diablo - And I Try
- Dragonette - Take It Like A Man
- Earth, Wind & Fire - Boogie Wonderland
- Emma Bunton - All I Need To Know
- Emma Bunton - Crickets Sing For Anamaria
- Emma Bunton - Downtown
- Emma Bunton - I'll Be There
- Freestylers - Push Up Word Up
- Fried - I'll Be There
- Gareth Gates - Sunshine
- Gathania - Blame It On You
- Geri Halliwell - Desire
- Girls Aloud - Untouchable
- Hilary Duff - With Love
- I Dream - Dreaming
- Jaimeson featuring Terri Walker - Common Ground
- Janet Jackson - So Excited
- Jessica Simpson - These Boots Are Made For Walkin'
- Jesse McCartney - Leavin'
- Jordin Sparks - Battlefield
- Jukey feat. Sway - The Way We Go
- Just Jack - "Embers"
- Kathy Brown - Dare Me
- Katy Perry - Hot N Cold
- Kelis - Acapella
- Kelly Clarkson - The Trouble With Love Is
- Keri Hilson - Knock You Down
- Kid Cudi vs. Crookers - Day N Nite
- Kimberley Locke - Band of Gold
- Kimberley Locke - Fall
- Kreesha Turner - Don't Call Me Baby
- Kym Marsh - Come On Over
- Lady Gaga - Alejandro e Bad Romance
- Laurent Wolf - Wash My World
- LeAnn Rimes - Nothin' Better to Do
- Lene - It's Your Duty (To Shake Your Booty)
- Liberty X - Everybody Cries
- Lisa Scott-Lee - Lately
- Lisa Scott-Lee - Too Far Gone
- Little Boots - "New In Town"
- Livvi Franc - Free
- Mika - Grace Kelly
- Miley Cyrus - 7 Things
- Natalie Imbruglia - Glorious
- Natasha Bedingfield - These Words
- Natasha Bedingfield - Soulmate
- Natalia - Pretty Like Me
- Natalia - Perfect Day
- Nemesis Rising - Fool (If You Think It's Over)
- Paradiso Girls - Patron Tequila
- Pink - Sober
- Pink (cantante) - So What
- Pink - U + Ur Hand
- Pink - Who Knew
- Pixie Lott - Mama Do (Uh Oh, Uh Oh)
- Plumb - In My Arms
- Protocol - Where's The Pleasure?
- LeAnn Rimes - Nothin' Better To Do
- Rachel Stevens - Sweet Dreams My L.A. Ex
- Rachel Stevens - I Said Never Again (But Here We Are)
- Robbie Rivera featuring Justine Suissa - Float Away
- Ronan Keating - The Long Goodbye
- Samantha Jade - Turn Around
- Sarah Whatmore - Smile
- S Club - Love Ain't Gonna Wait
- S Club 8 - Sundown
- Shiny Toy Guns - Rainy Monday
- Shontelle - T-Shirt
- Sneaky Sound System - UFO
- Solu Music feat. Kimblee - Fade
- Staxx - Joy
- Sugababes - No Can Do
- Sunblock - First Time
- Staxx Of Joy - Joy
- T-Pain - Church
- Taio Cruz - I Just Wanna Know
- Terri Walker - This Is My Time
- Texas - Can't Resist
- The Cheeky Girls - Hooray Hooray (It's A Cheeky Holiday)
- The Killers - Spaceman
- The Script - We Cry
- The Ting Tings - Be The One
- The Ting Tings - Fruit Machine
- Tinchy Stryder featuring N-Dubz - Number 1
- Tommy Sparks - She's Got Me Dancing
- Tyler James - Foolish
- Ultra Naté featuring Chris Willis - Give It All You Got
- Uniting Nations - You And Me
- Usher - Caught Up
- Valeriya - Wild
- Vanessa Hudgens - Come Back To Me
- Yōko Ono - You're The One

## Numeri 1 nella classifica "Billboard's Hot Dance Airplay Chart"
- Ciara featuring Missy Elliott - 1,2 Step
- Hilary Duff - With Love
- Natasha Bedingfield - These Words
- Pink - U & Ur Hand
- Plumb - In My Arms
- Pink - So What

## Numeri 1 nella classifica "Billboard's Hot Dance Club Play Chart"
- Britney Spears - Piece Of Me
- Hilary Duff - With Love
- Janet Jackson featuring Khia - So Excited
- Jessica Simpson - These Boots Are Made For Walkin'
- Jesse McCartney - Leavin'
- Kimberly Locke - Band Of Gold
- Plumb - In My Arms